# تشاهك (غناباد)
تشاهك (بالفارسية: چاهک) هي قرية تقع في منطقة مركزية ريفية في إيران.